# Giới các nhà phê bình phim thành phố Kansas
KCFCC là tên viết tắt của tiếng Anh Kansas City Film Critics Circle (Hội, nhóm các nhà phê bình phim thành phố Kansas) là một tổ chức gồm các nhà phê bình phim trên các phương tiện truyền thông đại chúng ở thành phố Kansas, (Hoa Kỳ).
Hội này được Dr. James Loutzenhiser (từ trần tháng 11/2001) thành lập năm 1967. Hàng năm hội trao các giải cho các phim và các người hoạt động trong ngành điện ảnh, được bầu chọn là xuất sắc nhất trong năm. Giải này cũng được gọi là Giải Loutzenhiser.

## Các thể loại giải
- Nam diễn viên chính xuất sắc nhất
- Nữ diễn viên chính xuất sắc nhất
- Nam diễn viên phụ xuất sắc nhất
- Nữ diễn viên phụ xuất sắc nhất
- Đạo diễn xuất sắc nhất
- Phim hay nhất
- Phim ngoại ngữ hay nhất
- Phim hoạt hình hay nhất
- Phim tài liệu hay nhất
- Kịch bản gốc hay nhất
- Kịch bản chuyển thể hay nhất

## Danh sách các phim đoạt giải
- 1966: Who's Afraid of Virginia Woolf?
- 1967: Bonnie and Clyde
- 1968: 2001: A Space Odyssey
- 1969: Midnight Cowboy
- 1970(t): Five Easy Pieces
- 1970(t): Patton
- 1971: The French Connection
- 1972: A Clockwork Orange
- 1973: American Graffiti
- 1974: The Conversation
- 1975: Nashville
- 1976: Rocky
- 1977: Annie Hall
- 1978: Interiors
- 1979: Kramer vs. Kramer
- 1980: Ordinary People
- 1981: Raiders of the Lost Ark
- 1982: E.T.: The Extra-Terrestrial
- 1983(t): Tender Mercies
- 1983(y): Terms of Endearment
- 1984: A Passage to India
- 1985: Witness
- 1986(t): The Mission
- 1986(t): Salvador
- 1987: Moonstruck
- 1988: Rain Man
- 1989: Glory
- 1990: Goodfellas
- 1991: The Silence of the Lambs
- 1992(t): The Player
- 1992(t): Unforgiven
- 1993: Schindler's List
- 1994: Pulp Fiction
- 1995: Apollo 13
- 1996: The People vs. Larry Flynt
- 1997: Titanic
- 1998: Saving Private Ryan
- 1999: American Beauty
- 2002: Traffic
- 2001: The Lord of the Rings: The Fellowship of the Ring
- 2002: About Schmidt
- 2003: The Lord of the Rings: The Return of the King
- 2004: Million Dollar Baby
- 2005: Munich
- 2006: United 93
- 2007: There Will Be Blood
- 2008: Slumdog Millionaire